# Српска православна црква у Буковцу
Српска православна црква у Буковцу на Фрушкој гори, започета је да се гради 1794. године, а са градњом је настављено 1807. године, представља непокретно културно добро као споменик културе од великог значаја.
Православна црква у Буковцу, месту у непосредној близини Новог Сада, посвећена је Вазнесењу Господњем, грађена у периоду 1794—1807. године али се већ 1833. године обнавља. Иконостас је резбарио Марко Вујатовић, карловачки мајстор, а према уговору из 1810. године иконостас, певнице и архијерејски трон извео је Стефан Гавриловић 1812-1813. године. Један триптих из 18. века потиче вероватно из старије грађевине. Приписан је Димитрију Бачевићу, познатом сликару ранобарокног српског сликарства. Две целивајуће двостране иконе су рад непознатог мајстора из 18. века, а остале су сликане или обнављане почетком 20. века и немају уметничких вредности, осим ако нису пресликане. Иста запажања односе се и на зидне слике на сводовима у читавој унутрашњости цркве, од олтарског простора до припрате и хора.
Конзерваторски радови обављени су 1994. и 2002. године.